# 奧古茲區
奧古茲區是阿塞拜疆的一個區，位於該國北部，北與俄羅斯達吉斯坦共和國為界。面積1,216平方公里，人口38,433人。首府奧古茲。
1930年設區。